# Hermann I. (Abt von St. Blasien)
Hermann I. (auch Hermannus II.; * in Meßkirch; † 22. Mai 1222 in St. Blasien) war von 1204 bis 1222 Abt im Kloster St. Blasien im Südschwarzwald.